# بروس بروملي
بروس بروملي (بالإنجليزية: Bruce Bromley) هو محامي وقاضي أمريكي، ولد في 20 مارس 1893 في بونتياك في الولايات المتحدة، وتوفي في 29 يناير 1980 في مانهاتن في الولايات المتحدة.